# Tattert
Tattert est un village de la commune belge d’Attert située en Région wallonne dans la province de Luxembourg. Avant la fusion des communes de 1977, il faisait partie de la commune de Thiaumont.

## Géographie
Tattert fait partie de la commune d'Attert dans la province du Luxembourg en Belgique.